# Cariatide Townley
La cariatide Townley est une cariatide en marbre du Pentélique de 2,25 m de haut, représentant une femme habillée pour participer à des rites religieux (peut-être des rites de fertilité liés à Déméter ou à Cérès, en raison des motifs céréaliers sur sa coiffe). Elle est conservée au British Museum de Londres. 

## Histoire
Elle date de l'époque romaine, entre 140 et 160 apr. J.-C., et est de style néo-attique adapté de la fabrication athénienne du Ve siècle av. J.-C. Elle fait partie d'un groupe de cinq cariatides survivantes trouvées sur le même site, disposées pour former une colonnade dans un sanctuaire religieux construit sur un terrain donnant sur la Via Appia appartenant à Regilla, épouse du magnat et philosophe grec Hérode Atticus. Ce sanctuaire était probablement dédié à Déméter. Une cariatide fragmentaire de la série, maintenant à la Villa Albani, à Rome, est signée par les sculpteurs athéniens autrement inconnus Kriton et Nikolaos.
Elle a été acquise avec d'autres achats de la Villa Montalto en 1787 par Charles Townley, qui l'a légué au British Museum en 1805. Elle était jusqu'à récemment exposée dans la galerie 84, mais se trouve maintenant dans l'escalier principal, remplaçant le Discobole Townley.